# Komuna e Karinës
Komuna e Karinës är en kommun i Albanien.   Den ligger i prefekturen Qarku i Elbasanit, i den centrala delen av landet, 28 km söder om huvudstaden Tirana.
Trakten runt Komuna e Karinës består till största delen av jordbruksmark.  Runt Komuna e Karinës är det ganska tätbefolkat, med 192 invånare per kvadratkilometer.